# Francisco Vásquez de Coronado
Francisco Vásquez de Coronado (1510 Salamanca – 22. září 1554 Ciudad de México) byl španělský conquistador. V letech 1540–1542 pronikla jeho výprava hluboko do nitra Severní Ameriky a zjistila, že rozloha tohoto světadílu je mnohem větší než se předpokládalo.

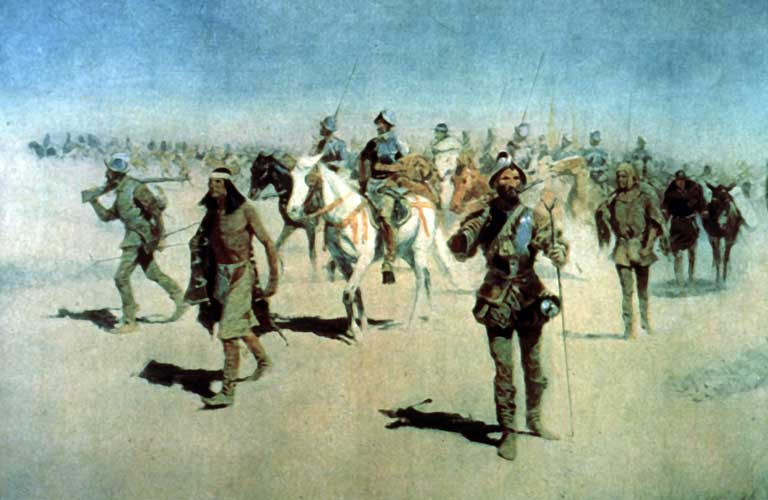
Francisco Coronado postupuje na sever. Kresba od Frederica Remingtona, 1861–1909

## Výprava z Mexika na sever
Od roku 1538 byl Coronado guvernérem provincie Nueva Galicia (severozápadní Mexiko). Na základě přehnaných zpráv o bohatství „Sedmi měst“ na území dnešní Arizony, které přinesli Cabeza de Vaca a mnich Marcos de Niza, dostal Coronado od mexického místokrále příkaz k dobyvatelské výpravě do těchto končin. Expedice vyšla roku 1540 z Culiacánu a dosáhla stejnou cestou jako Marcos de Niza Sedmi měst, mezi nimi i Cíboly, avšak ukázalo se, že jsou to jen malá tržiště v pueblech kmene Zuniů, a nikterak neoplývají zlatem a bohatstvím. Poté zkoumal území indiánů Pueblo a vyslal na různé strany menší oddíly, mezi nimiž jeden oddíl vedl García López de Cárdenas. Po dvaceti dnech oddíl García Lópeze de Cárdenase objevil Grand Canyon, ostatní oddíly nedosáhly významných objevů. V naději, že dále na severovýchodě a východě nalezne bohaté země, pronikl Coronado jako první z Evropanů do prérijní oblasti, dosáhl území Quivira, tedy oblast indiánského kmene Vičitů v dnešním Kansasu a dospěl asi k 40° severní šířky. Dotkl se tak oblasti, do níž se dostal Hernando de Soto, který v téže době postupoval od východu. V Quiviře byl donucen vyčerpaným mužstvem a také zraněním k návratu. Po jednom z nejdelších pochodů v dějinách španělského dobývání Ameriky se vrátila výprava roku 1542 zpět do Mexika.

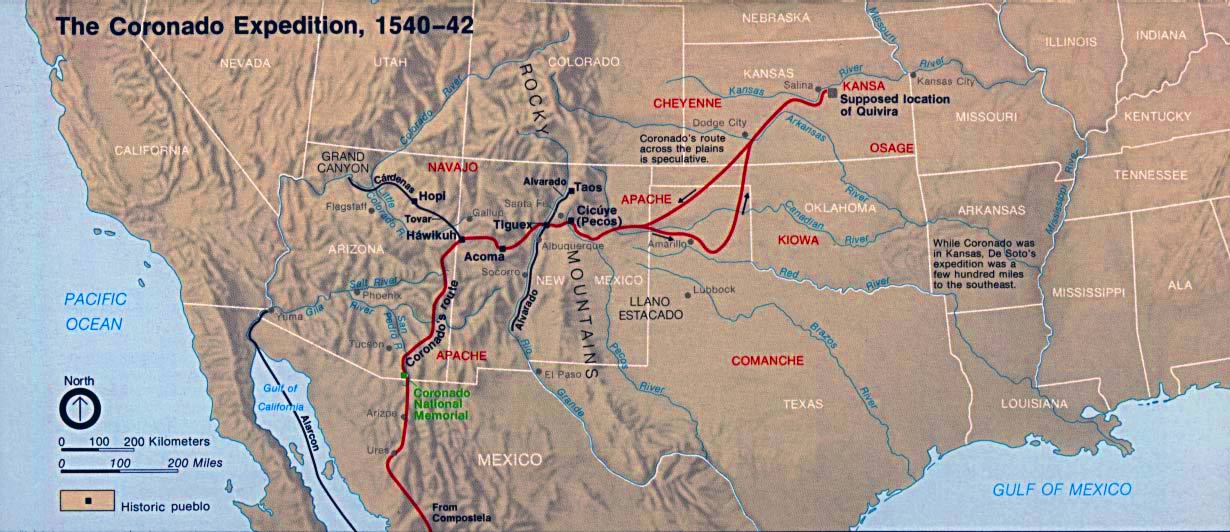
Mapa se zakreslenou trasou postupu Francisca Coronada

Protože Coronado nenalezl očekávaná bohatství, upadl v nemilost a zemřel v zapomnění. Jeho výprava měla objevitelský význam, neboť pronikla hluboko do nitra severoamerického kontinentu. Touto výpravou však také skončily velké španělské pokusy o postup do vnitrozemí Severní Ameriky. Jeho dopisy byly uveřejněny u Ramusia „Viaggi…“ sv. 2., Venezia 1556.